# Hirashige Ryuichi
Hirashige Ryuichi (平繁 龍一 Hirashige Ryuichi, sinh ngày 15 tháng 6 năm 1988 ở Higashihiroshima, Hiroshima) là một cầu thủ bóng đá người Nhật Bản thi đấu cho Thespakusatsu Gunma.

## Thống kê sự nghiệp
Cập nhật đến ngày 23 tháng 2 năm 2018.
| Thành tích câu lạc bộ | Thành tích câu lạc bộ | Thành tích câu lạc bộ | Giải vô địch | Giải vô địch | Cúp                   | Cúp                   | Cúp Liên đoàn | Cúp Liên đoàn | Tổng cộng | Tổng cộng |
| Mùa giải              | Câu lạc bộ            | Giải vô địch          | Số trận      | Bàn thắng    | Số trận               | Bàn thắng             | Số trận       | Bàn thắng     | Số trận   | Bàn thắng |
| Nhật Bản              | Nhật Bản              | Nhật Bản              | Giải vô địch | Giải vô địch | Cúp Hoàng đế Nhật Bản | Cúp Hoàng đế Nhật Bản | J. League Cup | J. League Cup | Tổng cộng | Tổng cộng |
| --------------------- | --------------------- | --------------------- | ------------ | ------------ | --------------------- | --------------------- | ------------- | ------------- | --------- | --------- |
| 2007                  | Sanfrecce Hiroshima   | J1 League             | 20           | 0            | 4                     | 1                     | 6             | 2             | 30        | 3         |
| 2008                  | Sanfrecce Hiroshima   | J2 League             | 17           | 5            | 1                     | 0                     | -             | -             | 18        | 5         |
| 2009                  | Sanfrecce Hiroshima   | J1 League             | 9            | 0            | 1                     | 1                     | 4             | 1             | 14        | 2         |
| 2010                  | Tokushima Vortis      | J2 League             | 26           | 4            | 1                     | 0                     | -             | -             | 27        | 4         |
| 2011                  | Tokyo Verdy           | J2 League             | 12           | 4            | 0                     | 0                     | -             | -             | 12        | 4         |
| 2012                  | Sanfrecce Hiroshima   | J1 League             | 3            | 2            | 0                     | 0                     | 2             | 0             | 5         | 2         |
| 2013                  | Thespakusatsu Gunma   | J2 League             | 41           | 13           | 0                     | 0                     | -             | -             | 41        | 13        |
| 2014                  | Thespakusatsu Gunma   | J2 League             | 20           | 7            | 1                     | 0                     | -             | -             | 21        | 7         |
| 2015                  | Roasso Kumamoto       | J2 League             | 23           | 1            | 2                     | 0                     | -             | -             | 25        | 1         |
| 2016                  | Roasso Kumamoto       | J2 League             | 31           | 6            | 2                     | 2                     | -             | -             | 33        | 8         |
| 2017                  | Roasso Kumamoto       | J2 League             | 7            | 1            | 0                     | 0                     | -             | -             | 7         | 1         |
| 2017                  | Kataller Toyama       | J3 League             | 13           | 0            | -                     | -                     | -             | -             | 13        | 0         |
| Tổng cộng sự nghiệp   | Tổng cộng sự nghiệp   | Tổng cộng sự nghiệp   | 222          | 43           | 12                    | 4                     | 12            | 3             | 246       | 50        |